# Remember Monday
Remember Monday – brytyjski zespół muzyczny, założony w 2013 roku. W skład zespołu wchodzą: Lauren Byrne, Holly-Anne Hull i Charlotte Steele. Reprezentantki Wielkiej Brytanii w 69. Konkursie Piosenki Eurowizji (2025).

## Historia

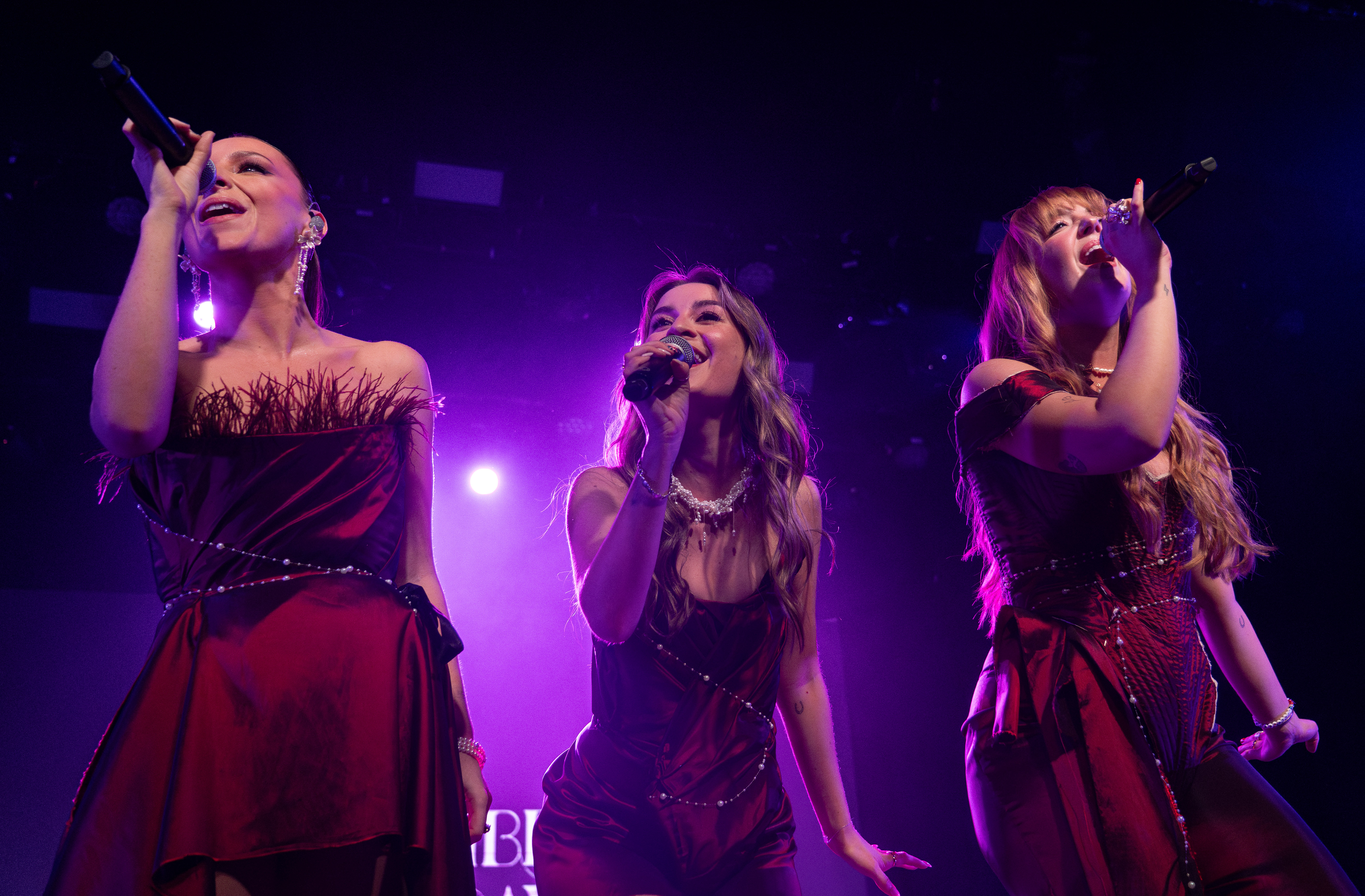
Remember Monday podczas koncertu PrePartyES w Madrycie (2025)

Zespół powstał w 2013 początkowo pod nazwą Houston. Członkinie zespołu poznały się w siódmej klasie college’u w mieście Farnborough. Jedna z członkiń zespołu, Hull, wystąpiła na przyjęciu z okazji 80. urodzin Królowej Elżbiety II. W 2019 zespół wziął udział w ósmej edycji brytyjskiego talent show The Voice, gdzie dotarły do ćwierćfinału. W 2024 wydały debiutancki minialbum pt. Hysterical Women.
7 marca 2025 zostały wybrane wewnętrznie przez brytyjskiego nadawcę British Broadcasting Corporation (BBC) do reprezentowania Wielkiej Brytanii z utworem „What the Hell Just Happened?” w Konkursie Piosenki Eurowizji 2025 w Bazylei. 17 maja wystąpiły jako ósme w kolejności startowej i zajęły 19. miejsce zdobywszy 88 punktów, w tym 88 pkt od jury (10. miejsce) oraz 0 pkt od widzów (25. miejsce).

## Dyskografia

### Minialbumy
| Rok  | Dane dot. minialbumu                                                                                      |
| ---- | --- |
| 2023 | Hysterical Women - Wydany: 3 lutego 2023 - Wytwórnia: niezależne - Format: Digital download, streaming    |
| 2024 | Crazy Anyway - Wydany: 25 października 2024 - Wytwórnia: niezależne - Format: Digital download, streaming |

### Single
| Rok                                                      | Tytuł                            | Najwyższe pozycje na listach | Najwyższe pozycje na listach | Najwyższe pozycje na listach | Najwyższe pozycje na listach | Album            |
| Rok                                                      | Tytuł                            | UK                           | UK Indie                     | LTU                          | SWI                          | Album            |
| -------------------------------------------------------- | -------------------------------- | ---------------------------- | ---------------------------- | ---------------------------- | ---------------------------- | ---------------- |
| 2019                                                     | „Find My Way”                    | –                            | –                            | –                            | –                            | –                |
| 2020                                                     | „Version of You”                 | –                            | –                            | –                            | –                            | –                |
| 2021                                                     | „Fat Bottomed Girls”             | –                            | –                            | –                            | –                            | –                |
| 2021                                                     | „What I Know Now”                | –                            | –                            | –                            | –                            | –                |
| 2022                                                     | „Nothing Nice to Say”            | –                            | –                            | –                            | –                            | Hysterical Women |
| 2023                                                     | „Let Down”                       | –                            | –                            | –                            | –                            | Hysterical Women |
| 2024                                                     | „Laugh About It”                 | –                            | –                            | –                            | –                            | –                |
| 2024                                                     | „Hand in My Pocket”              | –                            | –                            | –                            | –                            | –                |
| 2024                                                     | „Show Face”                      | –                            | –                            | –                            | –                            | –                |
| 2024                                                     | „Brown Eyed Girl”                | –                            | –                            | –                            | –                            | –                |
| 2024                                                     | „What the Girls Bathroom is For” | –                            | –                            | –                            | –                            | –                |
| 2024                                                     | „Famous”                         | –                            | –                            | –                            | –                            | Crazy Anyway     |
| 2025                                                     | „What the Hell Just Happened?”   | 31                           | 7                            | 70                           | 77                           | –                |
| 2025                                                     | „Happier”                        | –                            | –                            | –                            | –                            | –                |
| „–” oznacza, że singel nie był notowany na danej liście. |                                  |                              |                              |                              |                              |                  |